# Olivier Kapo
Olivier Kapo (nacido como Narcisse-Olivier Kapo-Obou el 27 de septiembre de 1980 en Abiyán, Costa de Marfil) es un exfutbolista francés, que se retiró en el Korona Kielce de la Ekstraklasa de Polonia.
Se unió a la Juventus en el 2004, después de iniciar su carrera en 1998 jugando por el AJ Auxerre. En julio se confirmó su marcha al fútbol inglés, en concreto al Birmingham City. En la temporada 2006-2007 jugó una temporada por el club de la primera división española Levante U. D.
Kapo firmó por el club inglés Birmingham el 29 de junio de 2007 por £3 millones de libras. Anotó su primer gol de liga contra el Chelsea el 12 de agosto de 2007.
En 2009 fue traspasado al Wigan Athletic. El 10 de enero de 2010 el club inglés cedió al jugador francés hasta el final de la temporada 2009/10 al Union Sportive de Boulogne de su país natal.

## Selección nacional
Ha sido internacional con la Selección de fútbol de Francia, ha jugado 9 partidos internacionales y ha anotado 3 goles, uno de ellos en la Copa FIFA Confederaciones 2003 contra Nueva Zelanda, en tanto que los otros dos han sido marcados en los amistosos contra Egipto y Serbia y Montenegro.

### Participaciones internacionales
| Mundial                   | Sede    | Resultado |
| ------------------------- | ------- | --------- |
| Copa Confederaciones 2003 | Francia | Campeón   |

## Clubes
| Club            | País                   | Año       |
| --------------- | ---------------------- | --------- |
| AJ Auxerre      | Francia                | 1999-2004 |
| Juventus FC     | Italia                 | 2004-2005 |
| AS Monaco       | Francia                | 2005-2006 |
| Levante UD      | España                 | 2006-2007 |
| Birmingham City | Inglaterra             | 2007-2008 |
| Wigan Athletic  | Inglaterra             | 2008-2010 |
| US Boulogne     | Francia                | 2010      |
| Celtic FC       | Escocia                | 2010      |
| Al-Ahli         | Emiratos Árabes Unidos | 2011      |
| AJ Auxerre      | Francia                | 2012-2013 |
| Levadiakos FC   | Grecia                 | 2013-2014 |
| Korona Kielce   | Polonia                | 2014-2015 |

## Palmarés

### Campeonatos nacionales
| Título          | Club       | País    | Año  |
| --------------- | ---------- | ------- | ---- |
| Copa de Francia | AJ Auxerre | Francia | 2003 |

### Copas internacionales
| Título               | Club    | País    | Año  |
| -------------------- | ------- | ------- | ---- |
| Copa Confederaciones | Francia | Francia | 2003 |

(*) Incluyendo la selección

## Vida personal
Olivier está casado y tiene una hija, Farel-Andrea (n. 5 de abril de 2004). Su pierna preferida es la izquierda.